# ليلى ترتيكوف
ليلى ترتيكوف (بالروسية:  Лайла Третиков) هي المديرة التنفيذية السابقة لمؤسسة ويكيميديا. ليلى كان لها عمل رائد في مجال التقنية، ومشروعات المعرفة الحرة. وُلدت في الاتحاد السوفيتي وانتقلت بعدها إلى الولايات المتحدة لتدرس علوم الحاسب في جامعة كاليفورنيا في بيركلي. عُينت مديرة تنفيذية لمؤسسة ويكيميديا في مايو 2014، تولت المنصب في 1 يونية 2014 لتحل محل سو جاردنر.

## وصلات خارجية
- ليلى ترتيكوف على موقع مونزينجر (الألمانية)